# Keltské náboženství

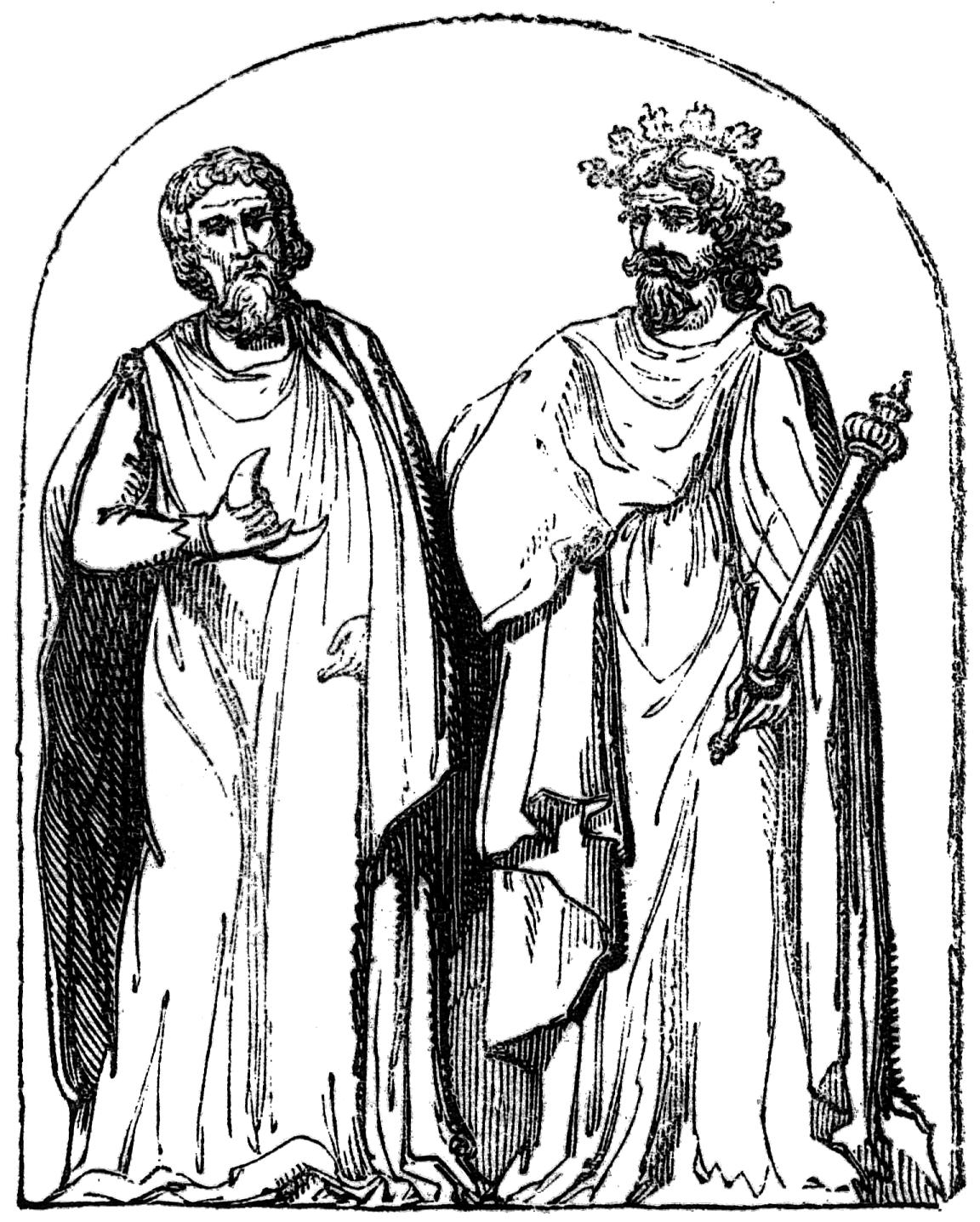
Vyobrazení druidů z 18. století reprodukující basreliéf z francouzského města Autun

Keltské náboženství, často také keltské pohanství nebo druidství (druidismus), jsou označení pro polyteistickou víru a praktiky starověkých Keltů, zaniklé po rozšíření křesťanství v západní Evropě na konci starověku a na počátku středověku. Keltové je souhrnný název pro etnika rozšířená ve starověku prakticky po celé Evropě, odkud byli postupně tlakem germánských kmenů ze severu a Římské okupace na jihu vytlačováni do severozápadní Evropy.
Původně to byly velmi bojovné kmeny, jež uctívaly přírodní síly a hledaly své bohy v přírodních objektech a jevech. Keltské náboženské představy se tradovaly ústně a některé jejich rysy se dochovaly ve středověkých irských a velšských mýtech. Keltové brzy opustili své kulty přijetím křesťanství a první keltský kostel byl na Britských ostrovech postaven kolem roku 200 n. l.
Zvlášť významnou roli v náboženském životě keltů sehrávali druidi v roli učenců a kněží. Některé římské prameny uvádějí, že se na druida studovalo až 20 let. Byla to velmi vážená vrstva obyvatel. Každoročně se scházeli ke svým sněmům poblíž Carnutu, města na území dnešní Francie.

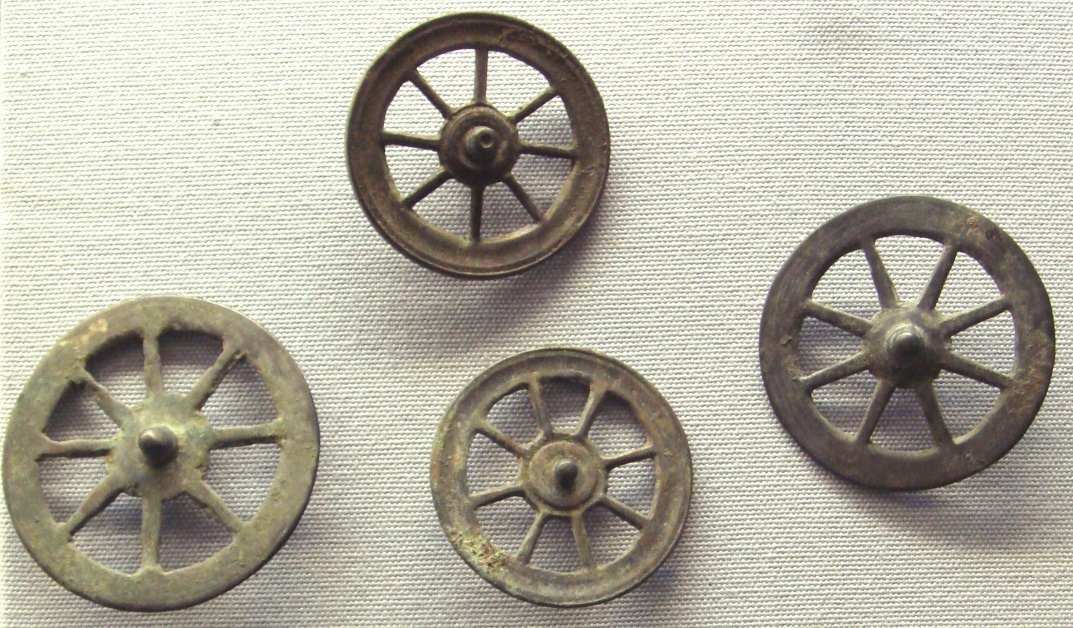
Votivní kolečka zvané Rouelles jsou časté předměty spjaté s Taranovým kultem

Posvátnou rostlinou Keltů bylo jmelí. Nejvyšším bohem v jejich systému byl Taranis. Mezi další významné bohy patřil Lugh – dobrý bůh světla, Cernunnos (Karnonos), Epona a Sequana. Jako posvátná zvířata uctívali jelena, koně a kohouta. Svým bohům přinášeli i lidské oběti, většinou však obětovali zvířata. Druidové uctívali rovněž stromy, zejména duby. Posvátné byly tzv. nemethony, neboli posvátné dubové háje, kam měli povolen vstup pouze druidi. Později, po střetu se středomořskými kulturami Říma a Řecka, přejali také jejich systém bohů.

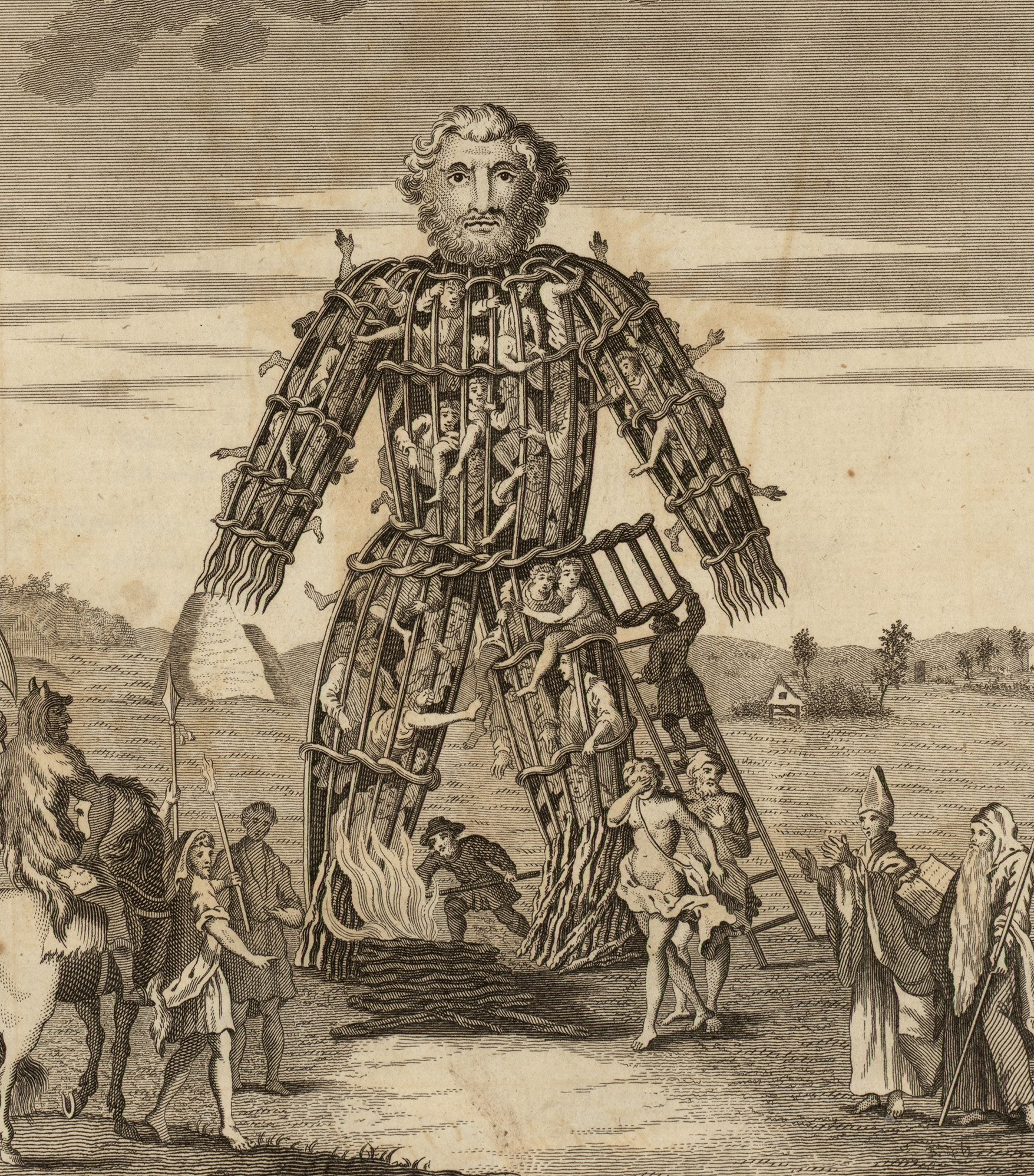
Romantická představa zápalné oběti v proutěné figuře, jež náležela ke kultu Taranise

Keltové své bohy většinou nezobrazovali, ke změně došlo až dobytím Galie Římany. Římané antické bohy zobrazovali v lidské podobě a ztotožňovali je s bohy porobených národů, jejichž jména ještě k tomu převáděli do latinského jazyka, tímto stmelováním náboženských představ napomáhali rozvoji synkretismu a posilovali náboženskou a jazykovou jednotu obyvatel říše. Nicméně někteří keltští bohové byli jen obtížně přístupní umělecké tvořivosti Římanů, například božstvo s latinským jménem Tarvos Trigaranus byl i v době romanizace zobrazován jen ve zvířecí podobě – tedy v podobě býka se třemi jestřáby. Navzdory tomuto násilného pořímštění keltské kultury lze dnes Římanům vděčit za to, že se díky nim dochovalo mnoho památek z keltského náboženství, latinská jména božstev a především jejich spojením s antickými bohy umožňuje ve hrubých odstínech jejich typologizaci a hierarchickém zařazení, když vše původní keltské nenávratně upadlo v zapomnění.

## Seznam keltských bohů

### Hlavní pankeltští bohové

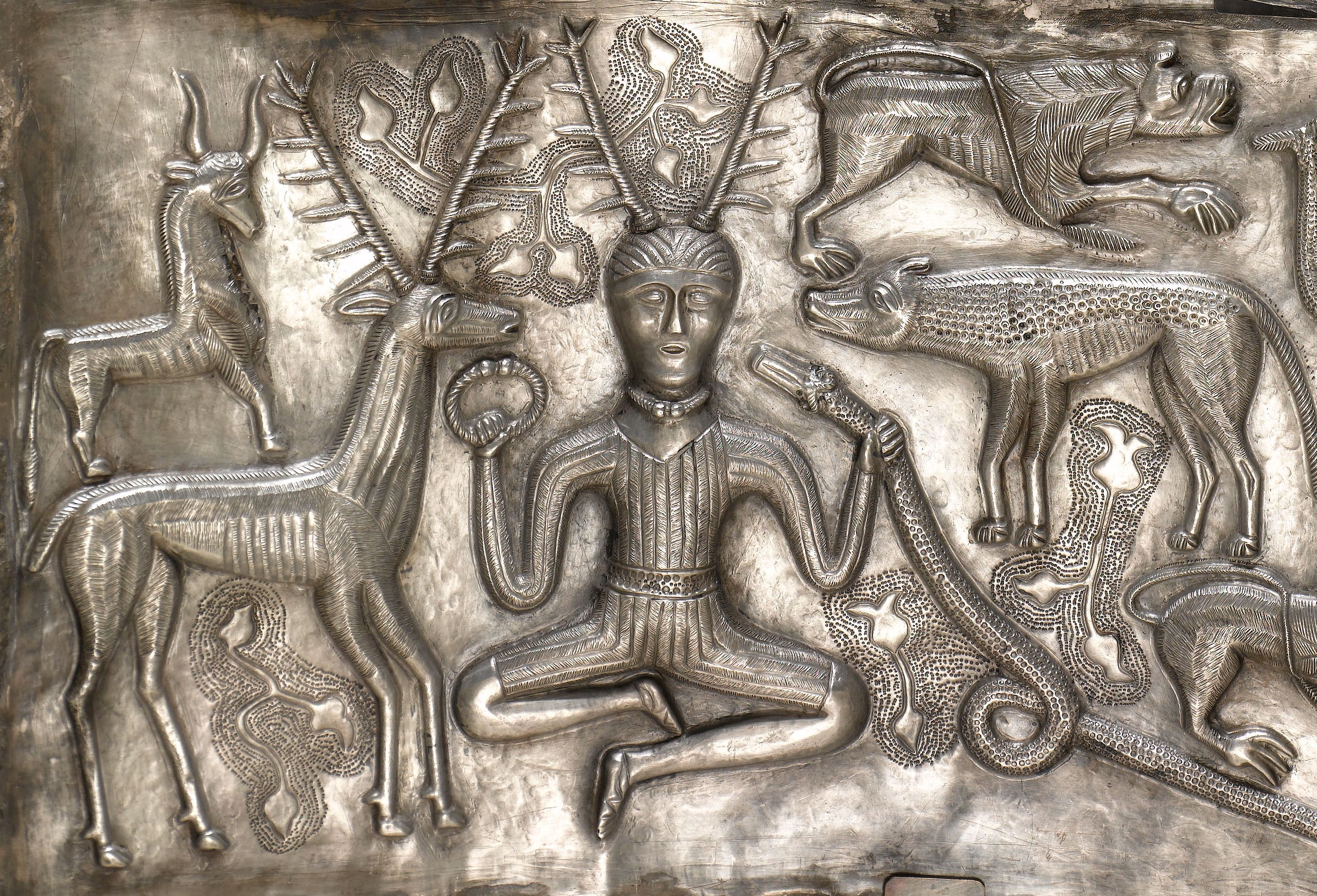
Postava boha s parožím zvaná Cernunnos na stříbrném kotlíku z Gundestrupu

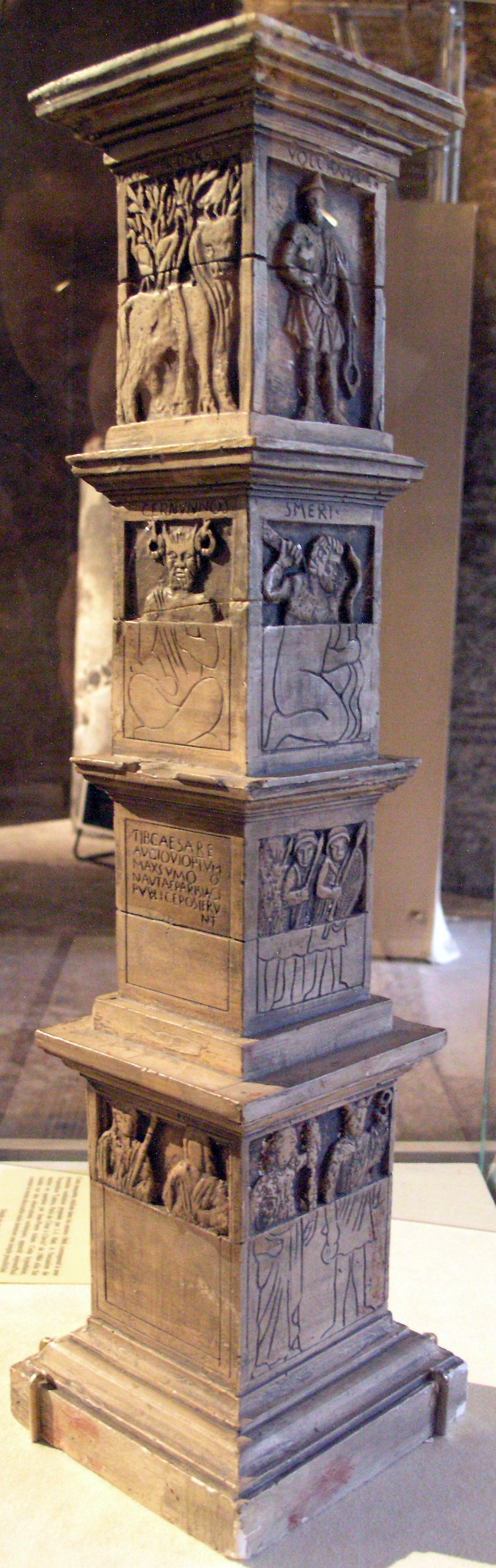
Galo-římský Sloup převozníků s reliéfy římských a galských bohů

- Taranis – keltský hromovládný bůh a pán nebe ztotožňovaný s Jovem
- Toutatis (Teutates) – bůh války a ochránce kmene
- Esus – bůh vegetace a plodnosti ztotožňovaný s Merkurem
- Lugus – bůh nejasné funkce ztotožňovaný rovněž s Merkurem a tedy i s Esem. Snad příbuzný irskému Lughovi a velšskému Lleuovi.
- Belenus (Belenos) – bůh léčení a patron řádu ztotožňovaný s Apollónem, možný bůh slunce
- Epona („klisna“) – hlavní bohyně symbolizovaná koňmi, převzatá Římany jako patronka jezdců a jezdectví
- Cernunnos („parohatý“) – považován za raně galského boha přírody a divoké zvěře a za alternativní podobu Esa v určité fázi. Je ztotožňován s Dispaterem, o kterém se zmiňuje Julius Caesar, ten měl být vládcem podsvětí a praotcem Galů.

### Ostatní galští bohové
- Abellio – bůh z údolí Garonna ztotožňovaný s Apollónem a Belenem
- Agrona – bohyně války
- Atepomarus – bůh léčení ztotožňovaný s Apollónem
- Arausio – lokální vodní bůh v jižní Galii
- Artio – medvědí bohyně
- Ambisagrus – bůh ztotožňovaný s Jovem a Taranisem
- Alaunus (Alaunius) – bůh léčení a proroctví
- Alisanos – lokální bůh patrně hor
- Ogmios – bůh výmluvnosti, na obrazech obvykle třímá v ruce kyj. Byl snad spřízněn s irským Ogmou.
- Sucellus – bůh lesů, zemědělství a alkoholických nápojů
- Vosegus – bůh lesů a lovu
- Grannus – bůh slunce ztotožňovaný s Belenem
- Tarvos Trigaranus (Trigaranos) – bůh nejasné funkce v podobě býka se třemi jeřáby
- Maponos – bůh ztotožňovaný s Apollónem, možný bůh léčení
- Moccus – galský kančí bůh, ochránce válečníků spjatý se symbolem kance
- Sirona – bohyně léčení

### Galerie keltských bohů

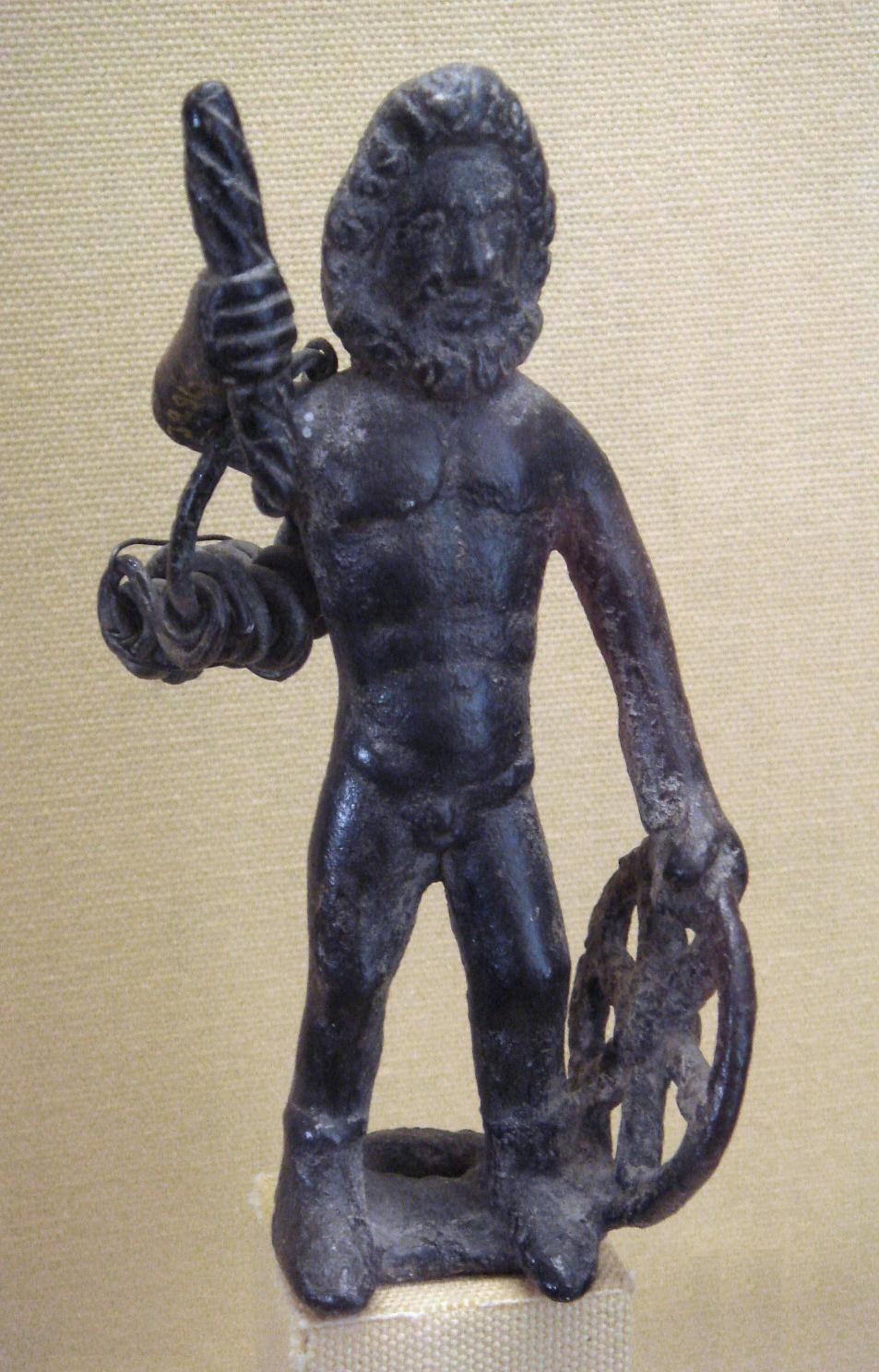
galo-římský Taranis-Jupiter s kolem i s Jovovým bleskem
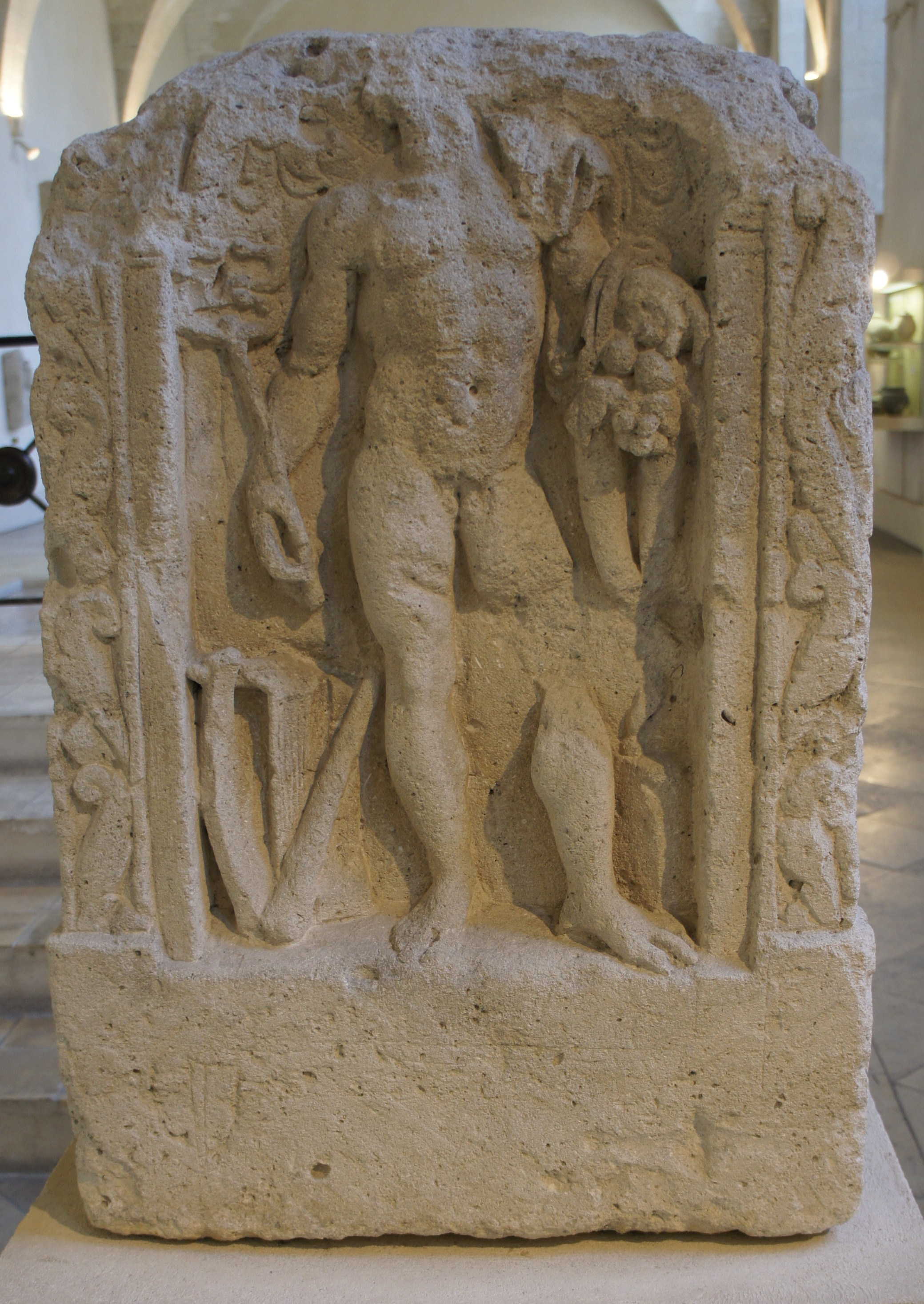
antický Toutatis
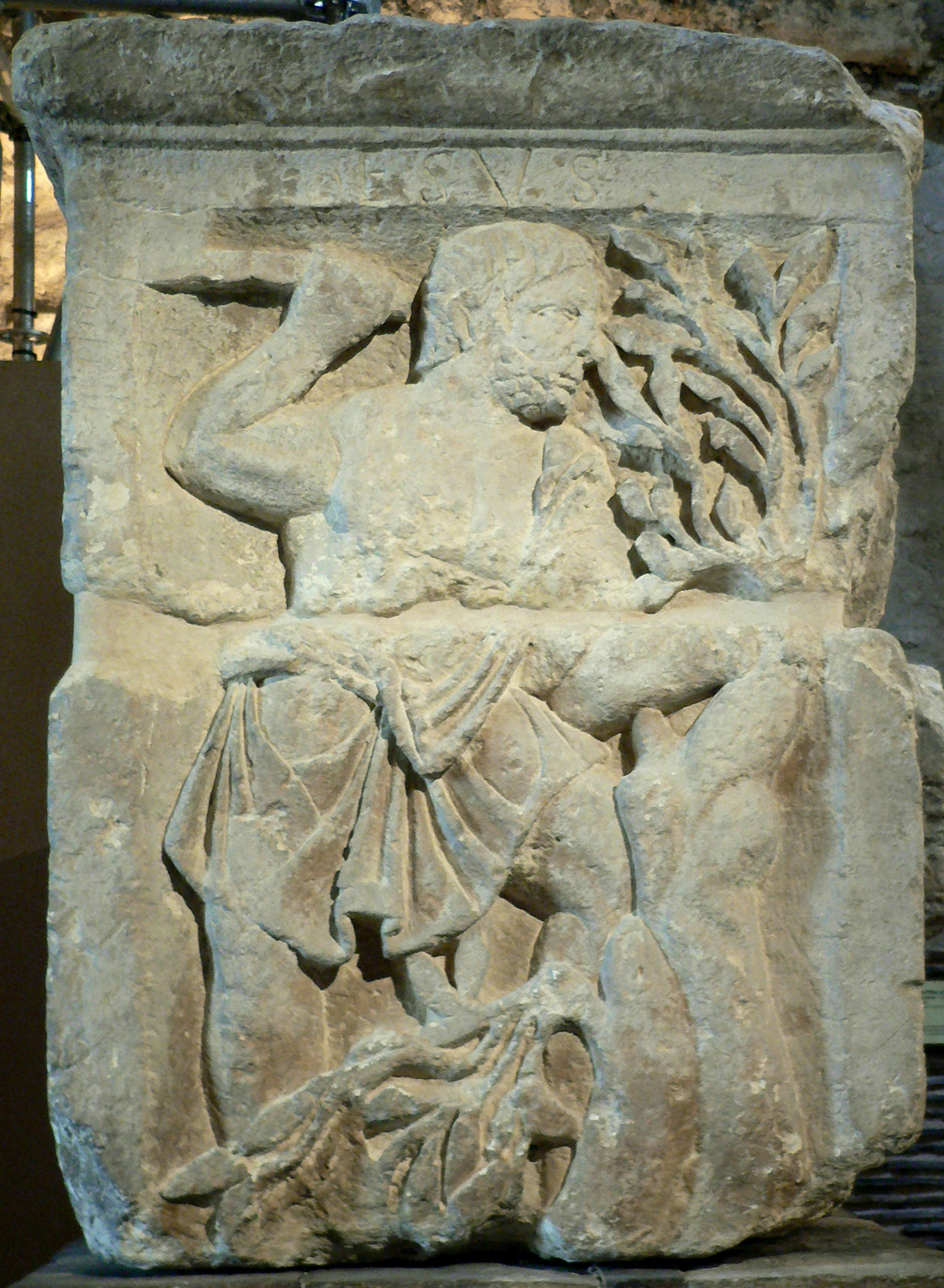
antický Esus
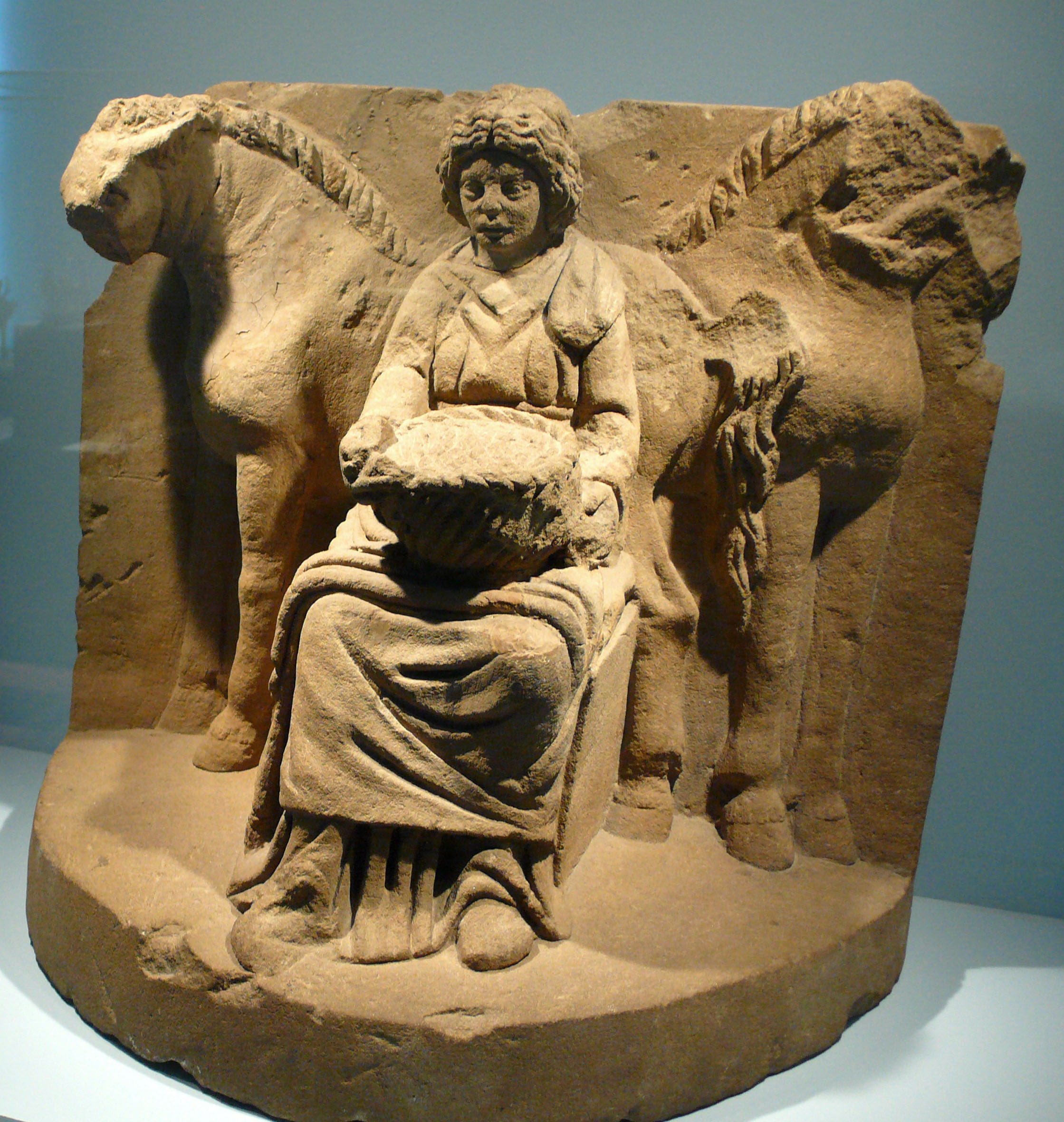
antická Epona
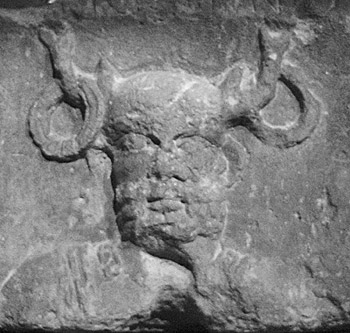
antický Cernunnos z Paříže, Francie
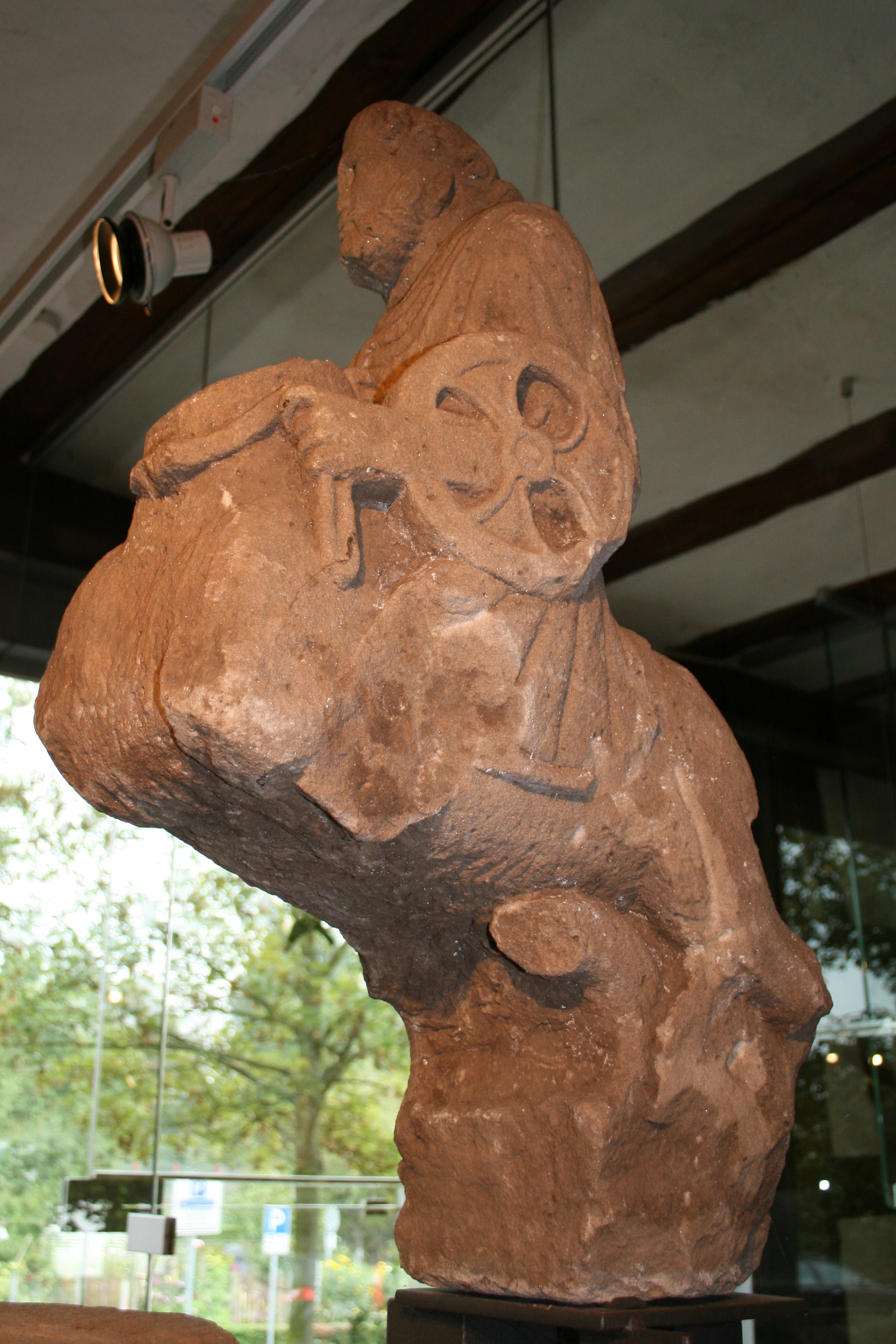
antický Taranis-Jupiter na koni
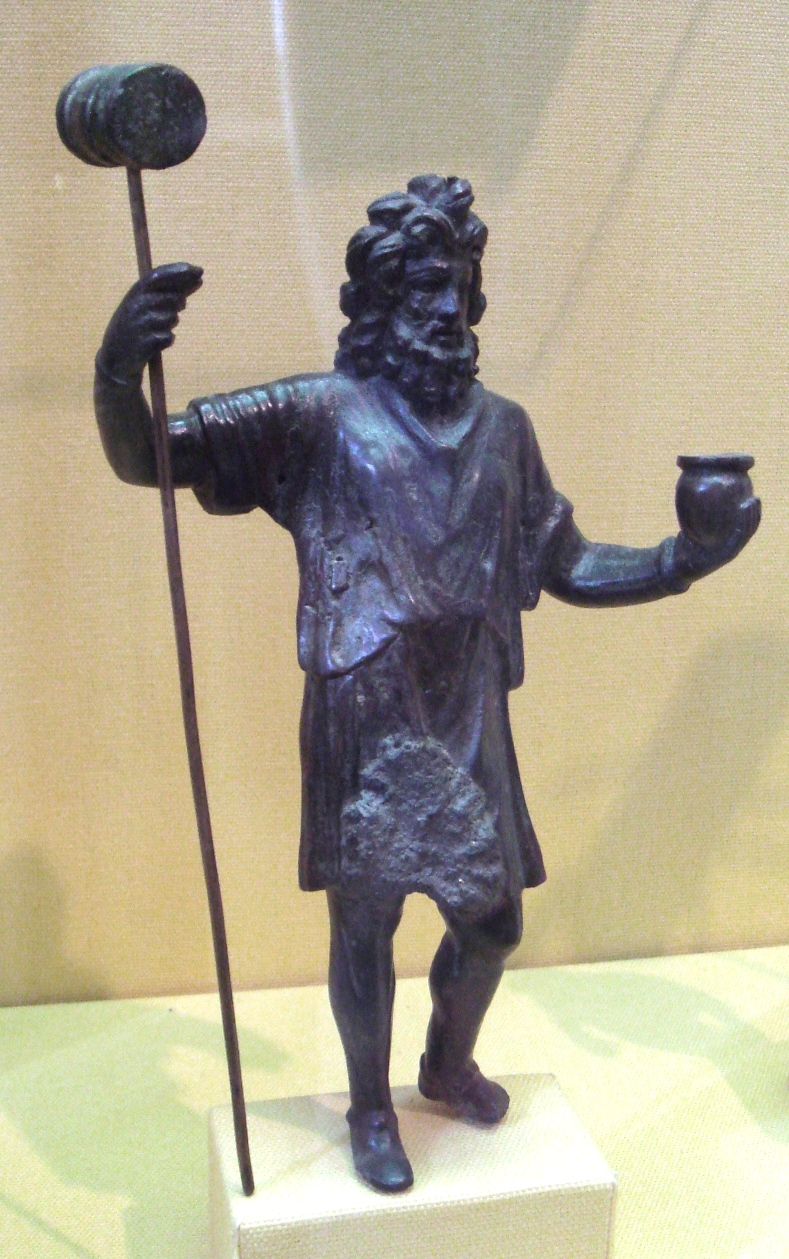
antický Sucellus
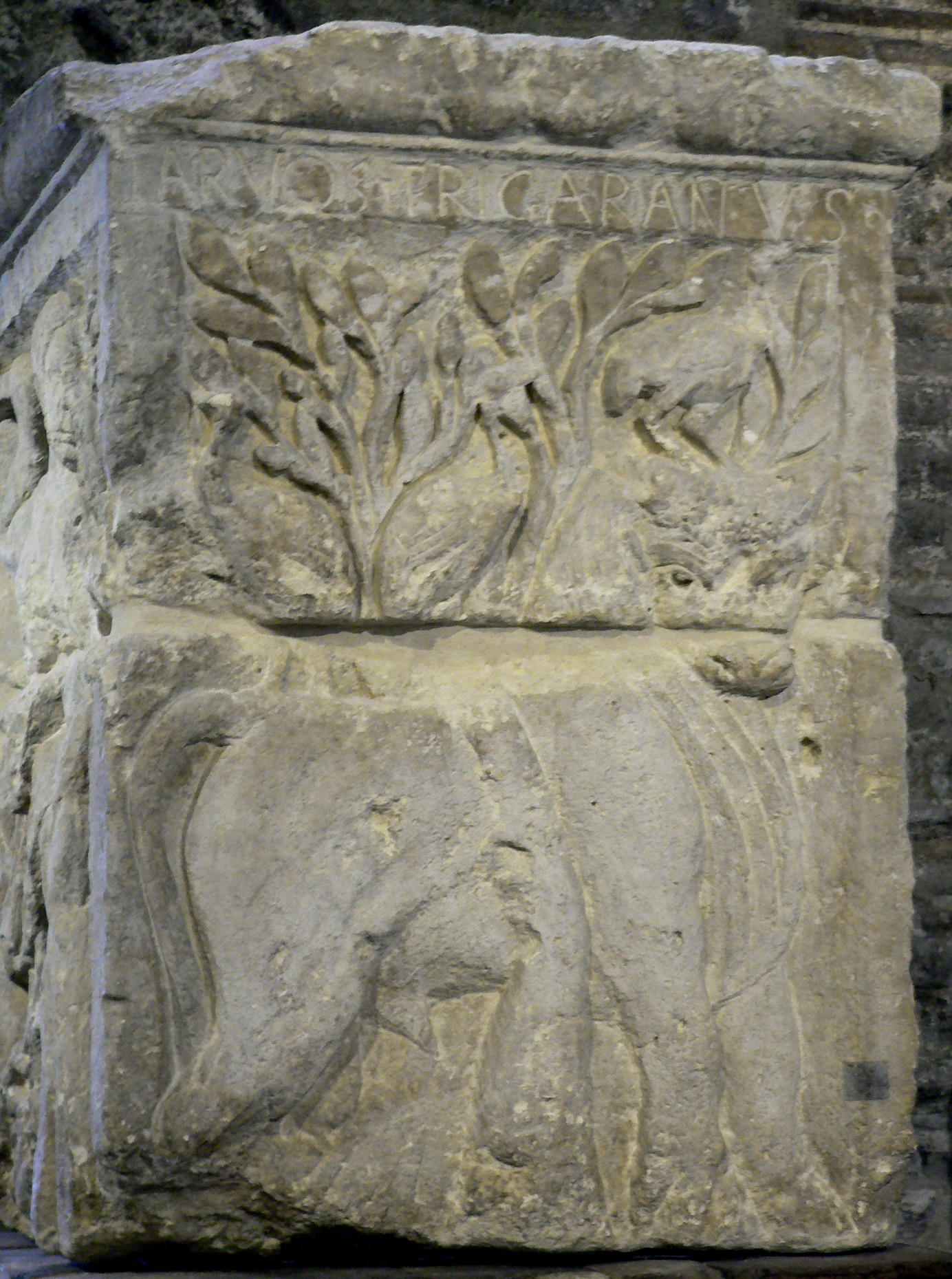
antický Tarvos Trigaranus
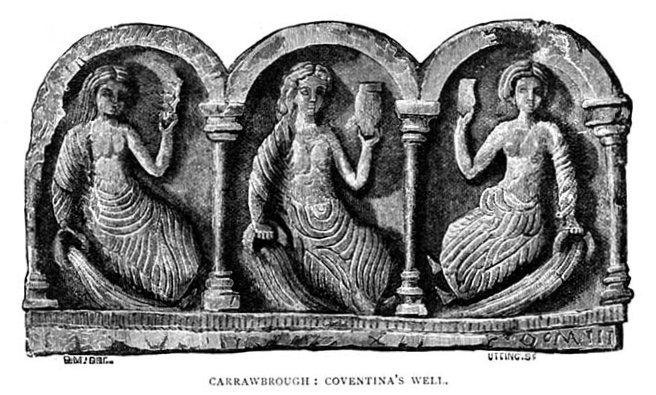
Keltské bohyně na Conventině studni
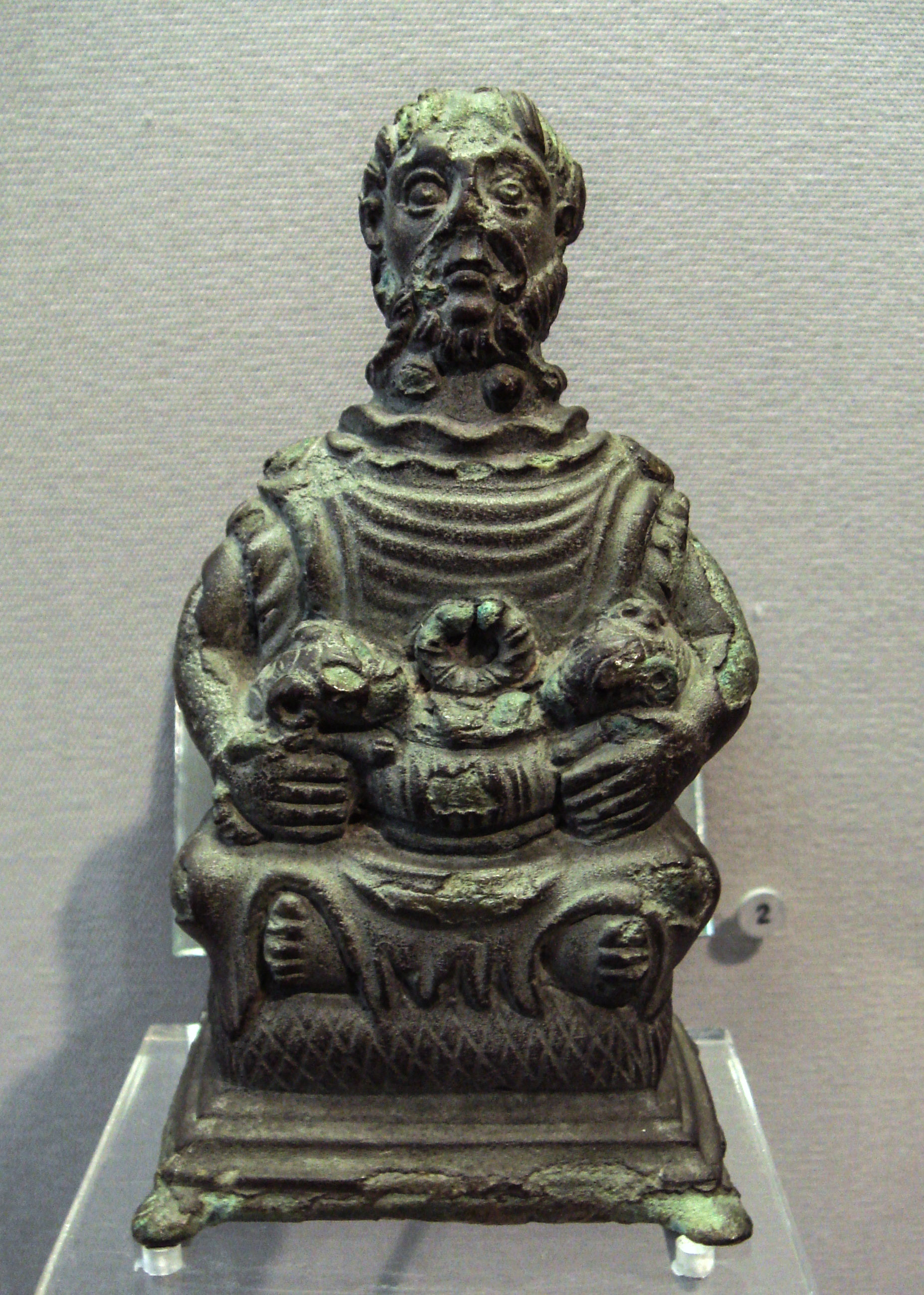
galský bůh z Etang-sur-Arroux je zřejmě opět Cernunnem bez parohů

### Irští Tuatha de Danann
Tuatha de Danann („Lid Dany“), kmen bohů usazený v Irsku asi 1 500 př. n. l. a poražen Milesiány, ustoupili do mohyl (sidé).
- Aine, Ann, Anna, Dana – matka bohů, také bohyně Slunce
- Badb – bohyně války
- Brigit (Berecynthia, Briganta) – bohyně krbu a domova, později splynula se svatou Brigitou, svatou patronkou Irska (po svatém Patriku)
- Cuchulainn – polobožský válečný hrdina s nadpřirozenými schopnostmi z Ulsteru
- Dagda – nejvyšší irský bůh
- Donn – bůh podsvětí
- Eithne – dívčí bohyně úrody
- Eriu – bohyně zosobňující Irsko, Eire, Erin
- Fionn mac Cumhal (Finn Mac Cool) – sluneční polobůh
- Lir (Llyr) – bůh slunce
- Lugh – bůh a bájný král spojovaný se slavností dožínek zvanou Lughnasad
- Morrigan – bohyně války
- Ogma – bůh, který se zasloužil o vznik oghamské abecedy. Snad spřízněný s galským Ogmiem.
- Trojná bohyně – panna, matka a bába v jedné osobě, trojitá bohyně plodnosti

### Velští bohové a hrdinové
- Afagddu (Morfran) – postava velšských mýtů, syn Cerindwen a Tegida
- Arawn – vládce podsvětí
- Arianrhod (Aranrhod) – bohyně nebe a plodnosti
- Dylan – velšské božstvo moře
- Rhiannon („Velká královna“) – vládkyně bohů spojovaná s koňmi
- Nodens – bůh moře a léčení
- Mabon ap Modron – božský syn a postava velšské mytologie. Spřízněný s galským Maponem.

### Bohové a hrdinové britských Keltů
- Belatucadros – bůh ze severní Británie, snad příbuzný s Belenem a Cernunnem
- Bran – hrdina, jehož magická zachovaná hlava byla pohřbena v Londýně, později byla vyzdvižena králem Artušem.
- Brigantia – bohyně ztotožňovaná s Minervou
- Gwydion – hrdinská král britských Keltů, čaroděj a bard
- Ludd – římsko-britský bůh řek